# Skyliners Frankfurt

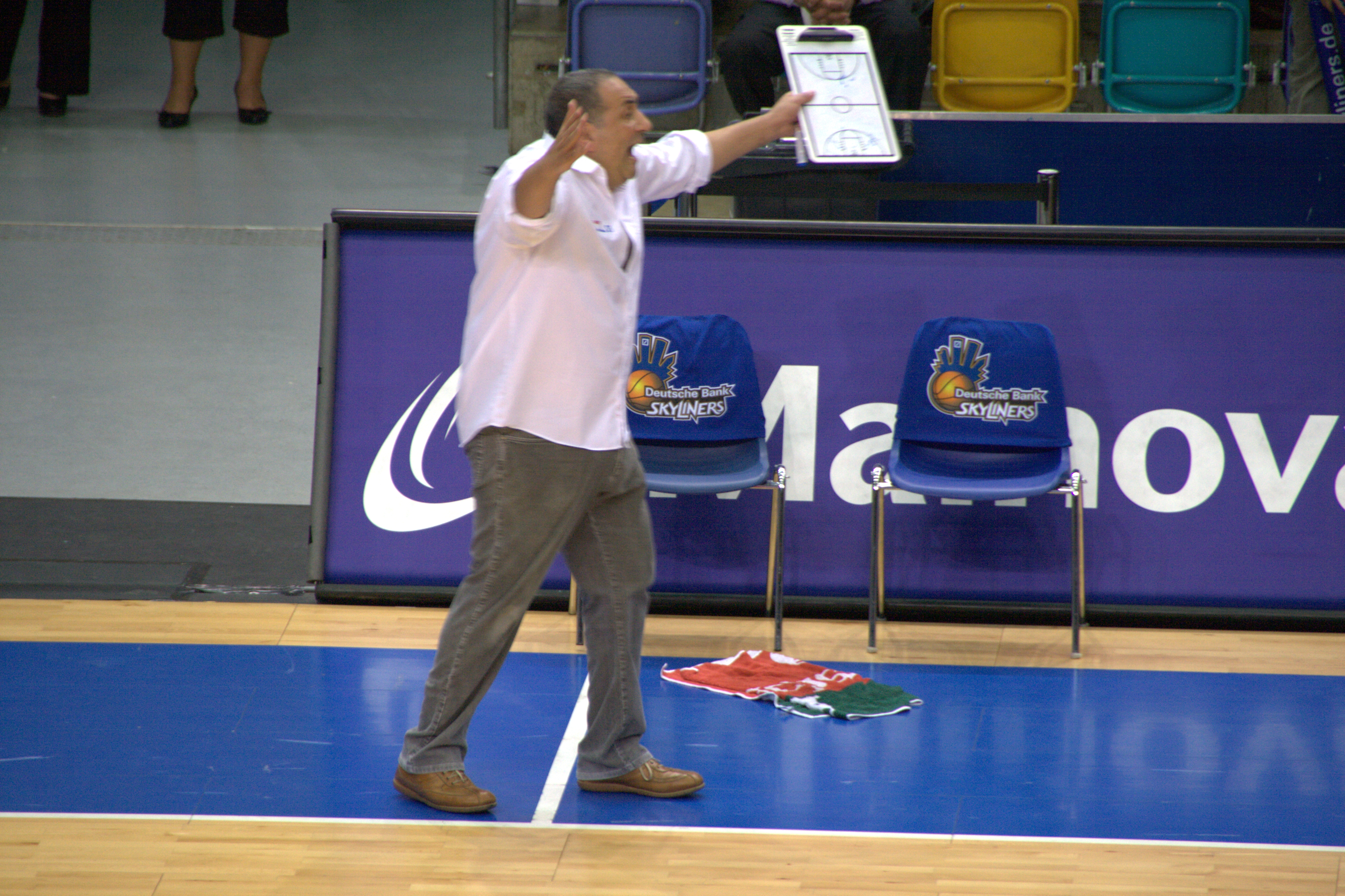
Murat Didin wcześniej pracował w m.in. Ulkerze Stambuł

Skyliners Frankfurt – niemiecki zawodowy klub koszykarski z siedzibą we Frankfurcie.
Do najbardziej znanych zawodników, którzy przywydziewali barwy tego klubu, należą: Mario Kasun, Stefano Garris, Konrad Wysocki, Aniekan Archibong, Marcus Goree, George Reese czy Alexander Lokhmanchuk.
Obecnie trenerem jest Turek Murat Didin, który już drugi raz jest na stanowisku trenerskim tego zespołu. Wcześniej we Frankfurcie pracował w sezonie 2004/05, teraz stanowisko piastuje od 2007 roku.

## Nazwy zespołu
- Skyliners (1999-2000)
- Opel Skyliners (2000-2005)
- Deutsche Bank Skyliners (2005-obecnie)